# تریبروده
تریبروده (به صربی: Tribrode) یک منطقهٔ مسکونی در صربستان است که در ولیکو گردیشت واقع شده‌است. تریبروده ۵۲۲ نفر جمعیت دارد.